# 幻日 (显卡)
幻日（Matrox Parhelia）是Matrox研發的顯示卡，於2002年5月推出。系列首款產品是Parhelia-512。它完全支援DirectX 8.1和支援部分DirectX 9 技術，包括令人注意的DirectX 9 Displacement Mapping，顯核採用當年算是先進的512bit架構, 10bit Giga Color,第一張卡支援三個顯示器(Triple Head)。它支援16X反鋸齒技术，也是當時最優良反锯齿效果 。
無論Matrox多努力，Parhelia-512的3D性能始終比nVidia和ATi的顯示卡有較大差距，而Matrox从此脫離桌面市场。

## 命名
幻日是陽光經過冰晶折射後所產生的光象，當高空密佈冰晶時，常可在太陽的左右方22o的位置見到一抹七彩的光影。